# Гарольд в Италии
«Гарольд в Италии» (фр. Harold en Italie) ― симфония для оркестра с солирующим альтом Гектора Берлиоза, op. 16. Сочинение написано в 1834 году и посвящено другу композитора, Юберу Феррану. По жанру «Гарольд в Италии» занимает промежуточное место между симфонией и концертом. «Гарольд в Италии» считается одним из крупнейших сочинений для альта в мировой музыкальной литературе и входит в репертуар крупнейших исполнителей на этом инструменте. В разное время записи этой симфонии сделали Уильям Примроуз, Нобуко Имаи, Пинхас Цукерман, Юрий Башмет и другие известные альтисты.

## История создания
В 1833 году Никколо Паганини попросил Берлиоза написать сольное сочинение для альта ― инструмента, которым Паганини хорошо владел. В начале 1834 года композитор показал ему законченную первую часть, в которой партия альта соло трактовалась не как в концерте (где солирующий инструмент доминирует над оркестром), а лишь слегка выделялась из общей оркестровой массы и содержала много пауз. Паганини не одобрил этого, сказав, что предпочёл бы играть без больших пауз. Вскоре Паганини из-за ослабшего здоровья надолго уехал в Ниццу, а Берлиоз продолжил писать симфонию, в качестве программы для которой взял фрагмент поэмы Джорджа Гордона Байрона «Паломничество Чайльд-Гарольда».
Берлиоз писал о создании симфонии:
«Я задумал написать для оркестра ряд сцен, в которых альт соло звучал бы как более или менее активный персонаж, сохраняющий повсюду присущий ему характер; я хотел уподобить альт меланхолическому мечтателю в духе „Чайльд Гарольда“ Байрона…»
23 ноября 1834 года симфония была впервые исполнена в Парижской консерватории (дирижёр Нарсис Жирар), солировал Кретьен Юран. Паганини, которому так и не удалось её исполнить из-за тяжёлой болезни, услышал её лишь в 1838 году и восхищённо отозвался о ней.
Существуют переложения «Гарольда в Италии»: для альта и фортепиано Ференца Листа и для фортепиано в четыре руки Милия Балакирева.

## Описание
В симфонии четыре части:
1. «Гарольд в горах. Сцены меланхолии, счастья и радости» (Harold aux montagnes. Scènes de mélancolie, de bonheur et de joie).
2. «Шествие паломников, поющих вечернюю молитву» (Marche des pélérins chantant la prière du soir).
3. «Серенада горца в Абруццо к своей возлюбленной» (Sérénade d’un montagnard des Abruzzes à sa maîtresse)
4. «Оргия разбойников. Воспоминания о предыдущих сценах» (Orgie des brigands. Souvenirs des scènes précédentes)

## Состав оркестра
- Две флейты (в I, III и IV частях вторая флейта заменяется на флейту-пикколо)
- Два гобоя (в III части первый гобой заменяется на английский рожок)
- Два кларнета in C (во II части ― in A)
- Четыре фагота (во II части ― два)

- Четыре валторны
- Две трубы in C (в I и IV частях)
- Два корнет-а-пистона
- Три тромбона (в I и IV частях)
- Туба (в IV части)

- Литавры
- Треугольник (в I части)
- Тарелки (в IV части)
- Два бубна (в IV части)

- Арфа

- Первые скрипки
- Вторые скрипки
- Солирующий альт
- Альты
- Виолончели
- Контрабасы

## Использование музыки
- 1954 — «Гарольд в Италии», балет Л. Ф. Мясина на музыку одноимённой симфонии Г. Берлиоза